# Larnaca fasciata
Larnaca fasciata är en insektsart som beskrevs av Walker, F. 1869. Larnaca fasciata ingår i släktet Larnaca och familjen Gryllacrididae.

## Underarter
Arten delas in i följande underarter:
- L. f. fasciata
- L. f. dammermani